# Madurella mycetomatis
Madurella mycetomatis – gatunek grzybów z rzędu Sordariales – grzyb mikroskopijny, jeden z gatunków powodujących grzybicę układową o nazwie stopa madurska. Wśród ponad 40 gatunków wywołujących tę chorobę, M. mycetomatis jest wykrywany najczęściej w tkankach pacjentów porażonych tą chorobą, stąd nazwa choroby.

## Systematyka i nazewnictwo
Pozycja w klasyfikacji według Index Fungorum: Madurella, Incertae sedis, Sordariales, Sordariomycetidae, Sordariomycetes, Pezizomycotina, Ascomycota, Fungi.
Po raz pierwszy opisali go A. Laveran i Émile Brumpt w 1905 r. Synonim: Streptothrix mycetomatis Laveran 1902.
Znana jest tylko anamorfa, jest to więc grzyb niedoskonały, z tego powodu jego taksonomia jest niepełna

## Morfologia
Konidiogeneza występuje rzadko. W jej wyniku powstają dwa typu konidiów. Pierwszy typ to wytwarzane na końcach prostych lub rozgałęzionych konidioforów konidia o kształcie od owalnego do gruszkowatego i średnicy 3–5 μm ze ściętymi podstawami. In vitro ten typ konidiogenezy występuje w 50% kolonii na ekstrakcie glebowym, naparze siana lub agarze wodnym. Na agarze ziemniaczano-marchwiowym lub agarze kukurydzianym występuje drugi typ konidiogenezy, podczas którego na stożkowatych końcach fialid w kształcie kolby i kołnierzyków powstają małe, kuliste konidia o średnicy 3 μm.